# 10217 Річардкук
10217 Річардкук (10217 Richardcook) — астероїд головного поясу, відкритий 27 вересня 1997 року.
Тіссеранів параметр щодо Юпітера — 3,323.